# Nanshe Catena
La Nanshe Catena è una struttura geologica della superficie di Ganimede.